# Tiki Wiki CMS Groupware
 (janvier 2021).
La mise en forme du texte ne suit pas les recommandations de Wikipédia : il faut le « wikifier ».
Les points d'amélioration suivants sont les cas les plus fréquents. Le détail des points à revoir est peut-être précisé sur la page de discussion.
- Les titres sont pré-formatés par le logiciel. Ils ne sont ni en capitales, ni en gras.
- Le texte ne doit pas être écrit en capitales (les noms de famille non plus), ni en gras, ni en italique, ni en « petit »…
- Le gras n'est utilisé que pour surligner le titre de l'article dans l'introduction, une seule fois.
- L'italique est rarement utilisé : mots en langue étrangère, titres d'œuvres, noms de bateaux, etc.
- Les citations ne sont pas en italique mais en corps de texte normal. Elles sont entourées par des guillemets français : « et ».
- Les listes à puces sont à éviter, des paragraphes rédigés étant largement préférés. Les tableaux sont à réserver à la présentation de données structurées (résultats, etc.).
- Les appels de note de bas de page (petits chiffres en exposant, introduits par l'outil «  Source ») sont à placer entre la fin de phrase et le point final[comme ça].
- Les liens internes (vers d'autres articles de Wikipédia) sont à choisir avec parcimonie. Créez des liens vers des articles approfondissant le sujet. Les termes génériques sans rapport avec le sujet sont à éviter, ainsi que les répétitions de liens vers un même terme.
- Les liens externes sont à placer uniquement dans une section « Liens externes », à la fin de l'article. Ces liens sont à choisir avec parcimonie suivant les règles définies. Si un lien sert de source à l'article, son insertion dans le texte est à faire par les notes de bas de page.
- La présentation des références doit suivre les conventions bibliographiques. Il est recommandé d'utiliser les modèles {{Ouvrage}}, {{Chapitre}}, {{Article}}, {{Lien web}} et/ou {{Bibliographie}}. Le mode d'édition visuel peut mettre en forme automatiquement les références.
- Insérer une infobox (cadre d'informations à droite) n'est pas obligatoire pour parachever la mise en page.

Pour une aide détaillée, merci de consulter Aide:Wikification.
Si vous pensez que ces points ont été résolus, vous pouvez retirer ce bandeau et améliorer la mise en forme d'un autre article.
Pour les articles homonymes, voir Tiki (homonymie).
Tiki Wiki CMS Groupware ou simplement Tiki, connu à l'origine sous le nom de TikiWiki, est un système de gestion de contenu et une suite bureautique en ligne basée sur un wiki libre et open source, écrit principalement en PHP et distribué sous la licence GNU Lesser General Public License (LGPL). En plus de permettre les sites web et portails sur Internet et sur intranets et extranets, Tiki contient plusieurs fonctionnalités de collaboration lui permettant de fonctionner comme un système de gestion de contenu géospatial (GeoCMS) et application Web Groupware.
Tiki inclut toutes les fonctionnalités de base communes à la plupart des CMS, telles que la possibilité d'enregistrer et de maintenir des comptes utilisateurs individuels au sein d'un système d'autorisations et de privilèges flexible et riche, de créer et de gérer des menus, des flux RSS, de personnaliser la mise en page, d'effectuer des enregistrements et de gérer le système. Toutes les tâches d'administration sont accomplies par le biais d'une interface utilisateur basée sur un navigateur.
Tiki dispose d'un design tout-en-un, par opposition à un modèle core+extensions suivi par d'autres CMS. Cela permet des mises à jour à l'épreuve du temps (puisque toutes les fonctionnalités sont disponibles en même temps), mais présente l'inconvénient d'une base de code extrêmement large (plus de 1 000 000 de lignes).
Tiki peut fonctionner sur n'importe quelle plate-forme informatique qui supporte à la fois un serveur web capable d'exécuter PHP 5 (incluant Apache HTTP Server, IIS, Lighttpd, Hiawatha, Cherokee, et nginx) et une base de données MySQL pour stocker du contenu et des paramètres.

## Composants principaux
Tiki comprend quatre grandes catégories de composants : les outils de création et de gestion de contenu, les outils d'organisation de contenu et les aides à la navigation, les outils de communication et les outils de configuration et d'administration. Ces composants permettent aux administrateurs et aux utilisateurs de créer et de gérer du contenu, ainsi que de communiquer avec d'autres personnes et de configurer des sites.
De plus, Tiki permet à chaque utilisateur de choisir parmi différents thèmes visuels. Ces thèmes sont implémentés en utilisant CSS et le moteur de template Smarty open source. Des thèmes supplémentaires peuvent être créés par un administrateur Tiki pour le branding ou la personnalisation.

## Internationalisation
Tiki est un projet international, supportant de nombreuses langues. La langue d'interface par défaut en Tiki est l'anglais, mais toute langue qui peut être encodée et affichée en utilisant l'encodage UTF-8 peut être supportée. Les chaînes traduites peuvent être incluses via un fichier de langue externe, ou en traduisant des chaînes d'interface directement, via la base de données. Au 29 septembre 2005, le tiki avait été entièrement traduit en huit langues et aurait été traduit à 90 % ou plus dans cinq autres langues, ainsi que des traductions partielles pour neuf autres langues.
Tiki prend également en charge la traduction interactive de pages wiki réelles et a été le moteur wiki initial utilisé dans le projet Cross Lingual Wiki Engine,, ce qui permet aux sites Web basés sur Tiki d'avoir un contenu traduit - pas seulement l'interface utilisateur.

## Implémentation
Tiki est développé principalement en PHP avec du code JavaScript. Il utilise MySQL comme base de données. Il fonctionnera sur n'importe quel serveur qui fournit PHP 5, y compris Apache et IIS de Microsoft.
Les composants Tiki utilisent largement d'autres projets open source, tels que Zend Framework, Smarty, jQuery, HTML Purifier, FCKeditor, Raphaël, phpCAS, et Morcego. Utilisé avec Mapserver, Tiki peut devenir un système de gestion de contenu géospatial.

## L'équipe du projet
Tiki est en cours de développement actif par une large communauté internationale de plus de 300 développeurs et traducteurs et est l'une des plus grandes équipes open-source au monde. Les membres du projet ont donné les ressources et la bande passante nécessaires pour héberger le site tiki.org et divers sous domaines. Les membres du projet appellent cette dépendance à leur propre produit " manger leur propre nourriture pour chien ", ce qu'ils font depuis les premiers jours du projet. Les membres de la communauté Tiki participent également à divers événements connexes tels que WikiSym et les Rencontres Mondiales du logiciel libre.

## Historique
Tiki est hébergé sur SourceForge.net depuis sa sortie initiale (version 0.9, nommée Spica) en octobre 2002. C'était principalement le développement de Luis Argerich (Buenos Aires, Argentine), Eduardo Polidor (São Paulo, Brésil) et Garland Foster (Green Bay, WI, États-Unis).
En juillet 2003, Tiki a été nommé Projet du mois de juillet 2003 SourceForge.net. Fin 2003, un fork de Tiki a été utilisé pour créer Bitweaver.
En 2006, Tiki a été nommé parmi les 30 meilleures applications Web de CMS Report.
En 2008, Tiki a été nommé dans le Top 100 du magazine EContent.
En 2009, Tiki a adopté un cycle de publication de six mois et a annoncé la sélection d'une version de soutien à long terme (LTS) et la Tiki Software Community Association a été formée en tant que responsable juridique pour Tiki. La Tiki Software Association est une entité sans but lucratif établie au Canada. Auparavant, l'ensemble du projet était entièrement géré par des bénévoles.
En 2010, Tiki a reçu le prix Best of Open Source Software Applications Award (BOSSIE) décerné par InfoWorld, dans la catégorie Applications.
En 2011, Tiki a été nommée parmi les 30 meilleures applications Web de CMS Report.
En 2012, Tiki a été nommé "Meilleur outil Web" par WebHostingSearch.com, et "People's Choice : Best Free CMS" par CMS Critic.
En 2016, Tiki a été nommé comme l'un des "10 meilleurs outils logiciels de collaboration Open Source" par Small Business Computing.

## Communauté
Le projet est mené par environ 350 développeurs et traducteurs[réf. nécessaire]. Tiki avait 15 000 utilisateurs en 2008 selon Le Journal du Net.

## Nom
Le nom TikiWiki est écrit en Camel case, une syntaxe Wiki commune indiquant un hyperlien dans le Wiki. Il s'agit très probablement d'un mot composé combinant deux termes polynésiens, Tiki et Wiki, pour créer un nom auto-rythmant similaire à wikiwiki, une variante commune du wiki.
Un rétroacronyme a également été formé pour Tiki : Tightly integrated knowledge infrastructure, soit infrastructure du savoir étroitement intégrée.